# Ikue Mori
Ikue Mori (Tokyo, 17 dicembre 1953) è una musicista e compositrice giapponese.
Dopo essere entrata a far parte di alcuni gruppi no wave di New York, negli anni settanta, l'artista è divenuta celebre per le sue sperimentazioni basate sulla drum machine, strumento che non ha adottato come semplice mezzo ritmico di accompagnamento ma che ha usato per creare combinazioni e stratificazioni di pattern ritmici in maniera creativa.

## Biografia
Dopo essersi trasferita a New York nel 1977, Ikue Mori ha iniziato a collaborare con i gruppi della scena no wave fra cui i Mars e soprattutto con i DNA insieme ad Arto Lindsay e Tim Wright. Dopo aver inciso un solo EP con gli Electrified Fukuko nel 1985 e dopo aver ottenuto la sua prima drum machine, l'artista ha abbandonato definitivamente il rock per dedicarsi alla musica d'avanguardia. Nel 1992 è uscito il suo video album 8 Million, diretto da Abigail Child. A partire dal 2000, l'artista ha iniziato ad adottare anche un computer portatile. Nel 2007 è uscito Bhima Swarga, un film artistico che riproduce immagini di dipinti tradizionali balinesi accompagnati dalla musica di Mori. Lungo il suo percorso artistico, Ikue Mori ha collaborato con molti artisti di estrazione sperimentale e jazz fra cui John Zorn, Tom Cora, Fred Frith, Zeena Parkins, Julianna Barwick, Catherine Jauniaux, DJ Olive e Dave Douglas. Si è esibita, fra i tanti luoghi, presso la Civitella Ranieri Foundation di Umbertide, la Foundation for Contemporary Arts di New York e la Tate Modern di Londra.

## Discografia parziale

### Album solisti
- 1995 – Hex Kitchen
- 1996 – Garden
- 1998 – B/Side
- 2000 – One Hundred Aspects of the Moon
- 2001 – Labyrinth

### Collaborazioni
- 1992 – Vibraslaps (con Catherine Jauniaux e Vibraslaps)
- 1993 – Death Praxis (con Tenko)
- 1995 – Painted Desert (con Robert Quine e Marc Ribot)
- 1996 – Bit-Part Actor (con artisti vari)
- 1998 – Île Bizarre (con Diane Labrosse e Martin Tétreault)
- 2000 – ミュージカル パースペクティブ (con Kim Gordon e DJ Olive)
- 2000 – Later... (con Mark Dresser e Fred Frith)
- 2000 – Traffic Continues (con artisti vari)